# Tour Nabemba
Der Tour Nabemba, auch bekannt als Elf Tower, ist mit 106 Metern Höhe das höchste Gebäude Zentralafrikas und steht in Brazzaville (Republik Kongo). Benannt wurde er nach dem höchsten Berg der Republik Kongo, dem Nabemba. Das Gebäude wurde mit geliehenen Geldern des französischen Ölkonzerns Elf Aquitaine gebaut, um die vermeintliche Überlegenheit Brazzavilles gegenüber der größeren der beiden kongolesischen Hauptstädte, Kinshasa (Demokratische Republik Kongo), zu demonstrieren.
Der Tour Nabemba wurde von Jean Marie Legrand entworfen und während des Fünfjahresplans der marxistischen Regierung, von 1982 bis 1986, gebaut. Auf 30 Etagen sind verschiedene Ministerien sowie Büros karitativer und entwicklungspolitisch ausgerichteter Institutionen untergebracht, wie der African self-help development initiative oder der New Partnership for Africa’s Development und der UNESCO. Das Hochhaus befindet sich direkt am Fluss Kongo im Süden der Stadt, gegenüber von Kinshasa.

## Daten und Technik
Die Form des Hochhauses ist schlank; die Seiten sind zur Mitte hin nach innen gebogen und ergeben so einen konkaven Zylinder. Der Turm basiert auf einem rechteckigen Podest, welches den Hauptkern der Konstruktion formt. Die Außenfassade besteht aus vertikalen Linien mit Glas und hellem Beton, welche seine schmale Form verstärken. Der Grundriss umfasst von der sechsten bis zur 27. Etage drei konzentrische Kreise: in der Mitte befinden sich die Aufzüge und technische Einrichtungen, diese werden von einem kreisförmigen Korridor umschlossen und schließlich von einem äußeren Ring aus Büros, welche durch verschiebbare Wände in Segmente geteilt sind, begrenzt. Die Fenster sind zwar verschlossen, aber eine Klimaanlage pumpt Luft durch ein Kaltwasserkühlsystem und regelt so die Temperatur im Gebäude. Drei 430-kVA-Generatoren versorgen das Gebäude während der ständigen Stromausfälle in der Stadt mit Energie.

## Kritik
Während des Bürgerkriegs 1997, der den früheren Diktator Denis Sassou-Nguesso zurück an die Macht brachte, wurde der Tour Nabemba schwer beschädigt. Die Ruine wurde jedoch für 6 Millionen £ wiederaufgebaut – mehr als die eigentlichen Baukosten. Währenddessen blieben benachbarte Büros, Wohnungen und Gebäude noch von Geschossen zerstört.
Für die Instandhaltung des Bauwerks werden pro Jahr 3 Millionen £ aufgewendet. Dies wird von Ortsansässigen kritisch beurteilt, da das Gebäude, neben dem Versuch, als Prestigeobjekte verwendet zu werden, keinen eigentlichen Nutzen birgt.